# Desmopsis dolichopetala
Desmopsis dolichopetala är en kirimojaväxtart som beskrevs av Robert Elias Fries. Desmopsis dolichopetala ingår i släktet Desmopsis och familjen kirimojaväxter. IUCN kategoriserar arten globalt som akut hotad. Inga underarter finns listade i Catalogue of Life.